# Бурштинський район
Буршти́нський райо́н — колишній район у складі Станіславської області УРСР. Центром району було місто Бурштин.

## Історія
17 січня 1940 року Рогатинський повіт було розділено на чотири райони — Бурштинський, Букачівський, Більшівцівський і Рогатинський райони. До Бурштинського району відійшли місто Бурштин і села ґмін Бурштин і Конюшки.
Першим секретарем райкому компартії призначений Сологуб С.Г. (до того — начальник політвідділу зернорадгоспу «Керменчик» Сталінської області).
У роки Другої світової війни територія району була окупована німцями й увійшла до староства (крайсгауптманшафту) Бережани. В липні 1944 року Радянські війська знову захопили територію району і був відновлений Бурштинський район з усіма установами.
Станом на 1 вересня 1946 року площа району становила 200 км², кількість сільських рад — 19. 
На 22 січня 1955 року в районі залишилось 16 сільрад.
Указом Президії Верховної Ради УРСР 30 грудня 1962 р. Бурштинський район ліквідовано і приєднано до Галицького району..

## Адміністративний поділ станом на 1 вересня 1946 року[5]
- Бурштинська селищна рада
  - селище Бурштин
- Бабухівська сільська рада
  - село Бабухів
- Березівська сільська рада
  - село Березівка
- Вигівська сільська рада
  - село Вигівка
- Дем'янівська сільська рада
  - село Дем'янів
- Дібровська сільська рада
  - село Діброва
- Конюшківська сільська рада
  - село Конюшки
  - хутір Беревецький
  - хутір Межі
  - хутір Підгук
  - хутір Закамінь
- Коростовичівська сільська рада
  - село Коростовичі
- Куничівська сільська рада
  - село Куничі
- Куропатниківська сільська рада
  - село Куропатники
- Лучинецька сільська рада
  - село Лучинці
  - хутір Жовківський
- Насташинська сільська рада
  - село Насташине
- Обельницька сільська рада
  - село Обельниця
- Озерянська сільська рада
  - село Озеряни
- Подолянська сільська рада
  - село Поділля
- Різдвянська сільська рада
  - село Різдвяни
- Слобідська сільська рада
  - село Слобода
- Старомартинівська сільська рада
  - село Старий Мартинів
- Чагрівська сільська рада
  - село Чагрів
- Юнашківська сільська рада
  - село Юнашків